# Міськов Микола Лук’янович
Міськов Микола Лук'янович (Псевдо:Бойко, Чорнота; 1922, с. Гільча, Здолбунівський район, Рівненська область — 10 грудня 1945, Кунин, Здолбунівський район, Рівненська область) — лицар Золотого хреста бойової заслуги УПА 2 класу.

## Життєпис
Командир ВОП. Хорунжий УПА (?).

## Нагороди
- Згідно з Наказом Головного військового штабу УПА ч. 4/45 від 11.10.1945 р. хорунжий УПА Микола Міськов — «Бойко» нагороджений Золотим хрестом бойової заслуги УПА 2 класу.

## Вшанування пам'яті
- 14.10.2017 р. від імені Координаційної ради з вшанування пам'яті нагороджених Лицарів ОУН і УПА у м. Здолбунів Рівненської обл. Золотий хрест бойової заслуги УПА 2 класу (№ 001) переданий Георгію Грицині, племіннику Миколи Міськова — «Бойка».